# Sheila Sherwood
Sheila Sherwood, nata Sheila Hilary Parkin (22 ottobre 1945), è un'ex lunghista britannica.

## Palmarès
- Giochi olimpici

Città del Messico 1968: argento nel salto in lungo.
- Giochi del Commonwealth

Edimburgo 1970: oro nel salto in lungo.